# Jan Svatopluk Procházka
Jan Svatopluk Procházka (13. května 1891 v Praze – 30. ledna 1933 v Praze) byl český přírodovědec, vizionář ochrany přírody a vysokoškolský pedagog, který se věnoval ochraně krajiny, domoviny, památných stromů a hub. Přes svůj krátký život vydal řadu odborných publikací v širokém spektru oborů, kterým se věnoval: Byl vedoucím I. oddělení Národního muzea v Praze, člen Komitétu pro přírodovědecký výzkum Čech, člen International Comittee for Bird Protection (v New Yorku), tajemník ústředního výboru Masarykovy akademie práce, člen Československé akademie zemědělské, jednatel Svazu okrašlovacího a ochranářského, redaktor časopisu Krása našeho domova, lektor literatury a zákonodárství ochrany přírodních památek na Univerzitě Karlově, docent ochrany přírody na Vysoké škole technické v Praze aj.

## Životopis
Pocházel z Prahy, kde se narodil jako syn velkoobchodníka Procházky a Boženy, rozené Emlerové (dcera archiváře a historika univ. prof. dr. Josefa Emlera a Kateřiny, rozené Dlabačové, jejíž otec med. dr. Jan Dlabač náležel k českým buditelům z okruhu přátel Boženy Němcové). Rodinné pozadí (Jan Dlabač byl nadšený přítel přírody a botaniky) ovlivnilo jeho životní zaměření. Procházka studoval v Berlíně na Staatliche Stelle für Naturdenkmalpflege vedené známým botanikem a ochranářem přírody, Hugo Wilhelmem Conwentzem, který do značné míry ovlivnil Procházkovo zaměření. Až do konce života působil jako pracovník geologicko-paleontologického oddělení Národního muzea (1911–1927), poté se stal vedoucím jeho I. oddělení (1927–1933). Věnoval se geologii, mineralogii, paleontologii i floristice, spolupracoval s botanikem Josefem Rohlenou. Zemřel v nedožitých 42 letech.

## Dílo
Zaměření většiny jeho odborných článků, přednášek i publikací jej postavilo do role jednoho z prvních moderních ochranářů přírody v Čechách. Zasazoval se o ochranu přírody, krajiny i domoviny, publikoval díla zaměřená na ochranu rostlin, živočichů i hub, upozornil na nebezpečí exhalací průmyslových závodů, na důsledky turistického zpřístupňování cenných lokalit, škodlivost přehnaného odvodňování, meliorací rašelinišť a regulace malých vodních toků. Upozornil na důležitou roli hub jakožto symbiontů lesních stromů, poukázal na důležitost zachování podhoubí a škodlivé vlivy, jako vytrhávání mechových polštářů nebo odvoz lesní hrabanky i negativní důsledek těchto činností z hlediska absorpce vlhkosti z atmosférických srážek. Věnoval se i problematice starých a památných stromů.
K nejvýznamnějším knihám patří:
- Ochranné oblasti přírodní, člověk, les a strom (1923)
- Knížka o ochraně ptactva (1925)
- Škoda a užitek ptáků (1926)
- Ochrana přírody a přírodních památek (2 díly, 1926 a 1927)
- Organizace činnosti duševního pracovníka (1926)
- O květinách a zahradnictví v Japonsku (1930)
- Sady a stromy v Praze (1932)